# 贝斯博洛岛
貝斯博洛島（英語：Besboro Island），位在阿拉斯加诺顿湾，該島離阿拉斯加州陸地約西邊18公里（11英里）左右，以及距聖誕節山（Christmas Mountain）與（Nulato Hills）努拉托丘陵西南邊61公里（38英里）左右。貝斯博洛島長3.22公里（2英里）、而島寬約為0.81公里（0.5英里），島上地勢險峻，最高點距海平面275公尺（903英尺）。
貝斯博洛島目前由阿拉斯加州諾姆人口普查區管轄，島上所有權分別為Unalakleet(90%)與Shaktoolik(10%)兩家本土公司所有。當地居民平時來到該島進行生活及休閒活動，或是在暴風雨時當做避風港，島的東北方海灘及沙嘴是海豹群出沒的地點，目前全島屬於白令海的阿拉斯加國家海洋野生動物保護站區一部份。

## 命名
該島由英國皇家海軍詹姆斯·庫克海軍上校於1778年9月12日著作上的Besborough Island延伸而來的。